# Art Carney

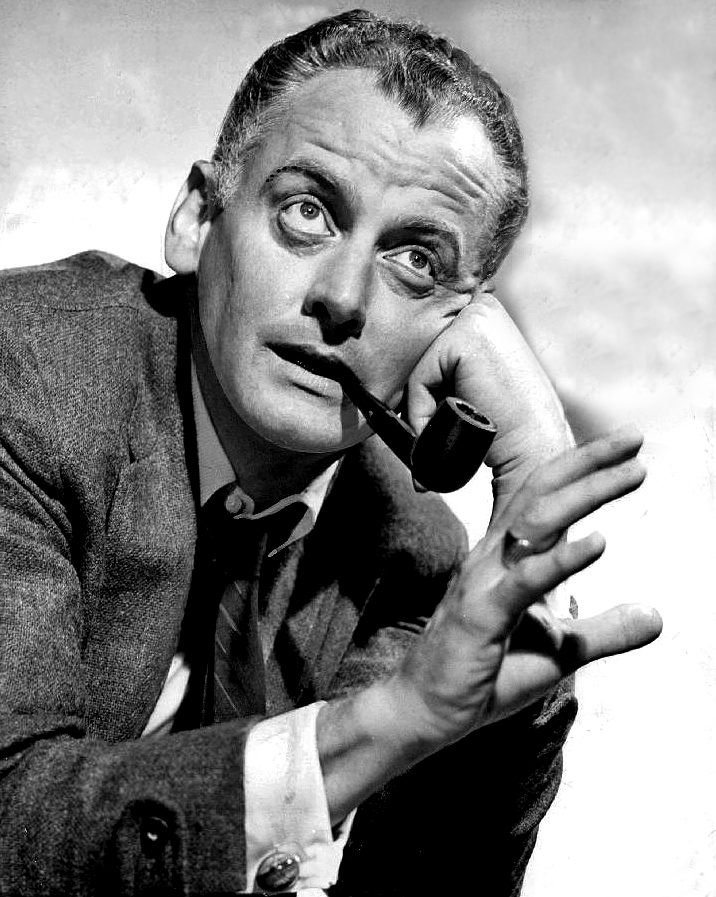
Art Carney, 1959

Arthur William Matthew Carney (* 4. November 1918 in Mount Vernon, New York; † 9. November 2003 in Chester, Connecticut) war ein US-amerikanischer Filmkomiker und Schauspieler. Seinen größten Erfolg feierte er 1974 mit dem Film Harry und Tonto, für den er mit dem Oscar als Bester Hauptdarsteller ausgezeichnet wurde.

## Wirken
Carney war der Bruder des Schauspielers und Regisseurs Fred Carney und selbst über 50 Jahre im Filmgeschäft tätig. Bekannt wurde er durch die sehr beliebte TV-Sitcom The Honeymooners, in der er den Kanalarbeiter Ed Norton verkörperte. In den 1960er Jahren spielte er am Broadway neben Walter Matthau in der Komödie von Neil Simon Ein seltsames Paar 966 Mal die Rolle des Felix Ungar. In der gleichnamigen Verfilmung von 1968 übernahm Jack Lemmon Carneys Rolle.
Carney bevorzugte eher leise Rollen, so unter anderem 1979 in der Tragikomödie Die Rentner-Gang von Martin Brest, in der er zusammen mit George Burns und Lee Strasberg eine Bank überfiel. Daneben spielte er in einer Reihe von Krimis mit und trat 1984 in der Stephen-King-Verfilmung Der Feuerteufel auf. 1985 spielte er mit den Muppets in dem Kinofilm Die Muppets erobern Manhattan. Seine letzte Rolle hatte er 1993 in dem Actionfilm Last Action Hero mit Arnold Schwarzenegger.
Carney gewann für verschiedene Rollen insgesamt sieben Emmy Awards. Einen Oscar erhielt Carney 1974 als Bester Hauptdarsteller für seine Hauptrolle in der Filmkomödie Harry und Tonto. 2003 wurde er kurz vor seinem Tod in die Academy of Television Arts & Sciences’ Hall of Fame aufgenommen.
Carney starb im November 2003 – fünf Tage nach seinem 85. Geburtstag in Chester, Connecticut.

## Filmografie (Auswahl)
- 1941: Pot o’ Gold
- 1948–1950: The Morey Amsterdam Show (Fernsehserie, 76 Folgen)
- 1952–1957: The Jackie Gleason Show (Fernsehserie, 96 Folgen)
- 1955–1956: The Honeymooners (Fernsehserie, 39 Folgen)
- 1964: Der gelbe Rolls-Royce (The Yellow Rolls-Royce)
- 1958: Alfred Hitchcock präsentiert (Alfred Hitchcock Presents, Fernsehserie, Folge 4x08)
- 1960: Twilight Zone (The Twilight Zone, Fernsehserie, Folge 2x11)
- 1964: Der gelbe Rolls-Royce (The Yellow Rolls-Royce)
- 1966: Batman (Fernsehserie, 2 Folgen)
- 1966–1970: The Jackie Gleason Show (Neuauflage der Fernsehserie, 48 Folgen)
- 1967: Leitfaden für Seitensprünge (A Guide for the Married Man)
- 1970: Die Leute von der Shiloh Ranch (The Virginian, Fernsehserie, Folge 9x04)
- 1974: Harry und Tonto (Harry and Tonto)
- 1975: Ein Supertyp haut auf die Pauke (W.W. and the Dixie Dancekings)
- 1975: Todesschreie (Death Scream, Fernsehfilm)
- 1976: Won Ton Ton – der Hund, der Hollywood rettete (Won Ton Ton, the Dog Who Saved Hollywood)
- 1976: Am Freitag schlief der Rabbi lang (Lanigan's Rabbi, Fernsehfilm)
- 1977: Die Katze kennt den Mörder (The Late Show)
- 1978: Hausbesuche (House Calls)
- 1978: The Star Wars Holiday Special (Fernsehfilm)
- 1979: Zum Überleben verdammt (Ravagers)
- 1979: Sechs Männer aus Stahl (Steel)
- 1979: Die Rentner-Gang (Going in Style)
- 1979: Heiße Hölle Acapulco (Sunburn)
- 1980: Die Schläger von Brooklyn (Defiance)
- 1980: Roadie
- 1980: Harte Zeiten für Schutzengel (Fighting Back)
- 1981: Ein Senkrechtstarter kratzt die Kurve (Take This Job and Shove It)
- 1981: Mount St. Helens – Der Killervulkan (St. Helens)
- 1982: Fame – Der Weg zum Ruhm (Fame, Fernsehserie, Folge 1x14)
- 1983: Ein Opa kommt selten allein (Better Late Than Never)
- 1984: Nick sitzt in der Klemme (Terrible Joe Moran, Fernsehfilm)
- 1984: Der Feuerteufel (Firestarter)
- 1984: Das nackte Gesicht (The Naked Face)
- 1984: Die Muppets erobern Manhattan (The Muppets Take Manhattan)
- 1984: Rettet den Weihnachtsmann (The Night They Saved Christmas, Fernsehfilm)
- 1985: Blue Yonder – Flug in die Vergangenheit (The Blue Yonder, Fernsehfilm)
- 1989: Honeybloopers
- 1990: Der letzte Flug der Taube (Where Pigeons Go to Die, Fernsehfilm)
- 1993: Last Action Hero